# نیلشوارم
نیلشوارم (به انگلیسی: Nileshwaram) یک منطقهٔ مسکونی در هند است که در بخش کاسرگود واقع شده‌است. نیلشوارم ۲۶٫۲۳ کیلومتر مربع مساحت و ۵۴٬۷۸۷ نفر جمعیت دارد.